# Třída Zara
Třída Zara byla třídou těžkých křižníků italského královského námořnictva. Jednalo o moderní, elegantní a dobře pancéřovaná plavidla patřící ke světové špičce ve své kategorii. Celkem byly postaveny čtyři jednotky této třídy. Ve službě byly v letech 1931–1943. Křižníky byly intenzivně nasazeny za druhé světové války. Ve válce byly tři potopeny a čtvrtý těžce poškozen a neopraven.

## Stavba
Třída Zara vznikla komplexním přepracováním předcházející třídy Trento. Významně se zlepšila zejména pancéřová ochrana plavidel, přičemž jejich výtlak přesáhl omezení daná námořními dohodami o plných 4000 tun (oficiálně deklarovaný výtlak byl 10 000 tun). Třída Zara patřila mezi nejlépe pancéřované těžké křižníky. Hmotnost jejího pancéřování dosáhla 2700 tun, což byl trojnásobek pancíře křižníků třídy Trento.
Jednotky třídy Zara:
| Jméno   | Založení kýlu    | Spuštěna          | Vstup do služby    | Poznámka                                                                   |
| ------- | ---------------- | ----------------- | ------------------ | -------------------------------------------------------------------------- |
| Zara    | 4. červenec 1929 | 27. dubna 1930    | 20. října 1931     | Dne 29. března 1941 potopen v bitvě u Matapanu.                            |
| Fiume   | 1929             | 27. dubna 1930    | 23. listopadu 1933 | Dne 29. března 1941 potopen v bitvě u Matapanu.                            |
| Pola    | 1931             | 5. prosince 1931  | 21. prosince 1932  | Dne 29. března 1941 potopen v bitvě u Matapanu.                            |
| Gorizia | 1930             | 28. prosince 1930 | 23. prosince 1932  | Dne 26. června 1944 ho potopili italští žabí muži. Později byl sešrotován. |

## Konstrukce

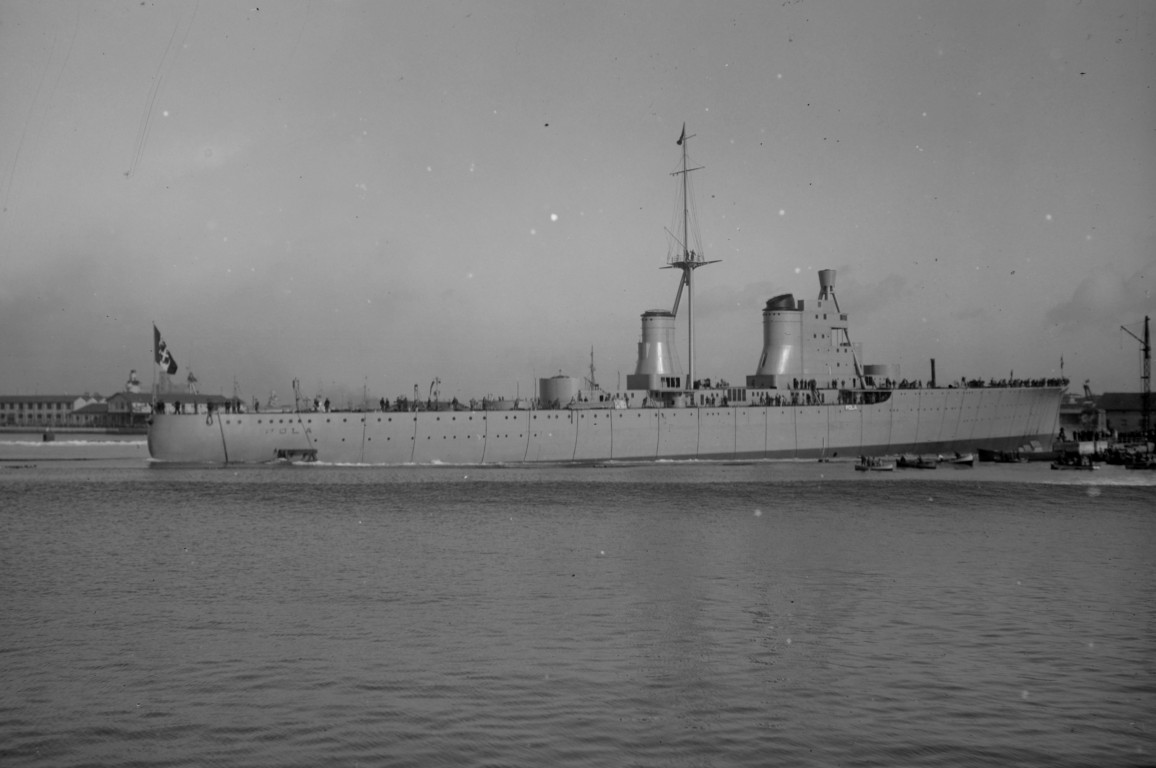
Pola během stavby

Křižníky měly propracovanou pancéřovou ochranu. Boky kryl až 150mm silný pancéřový pás, hlavní paluba měla až 70mm silný pancíř a čela věží měla sílu 150 mm. Hlavní výzbroj tvořilo osm 203mm/53 kanónů Modelu 1929 s rychlostí palby 3,5 rány za minutu a dostřelem 31 400 metrů. Umístěny byly ve čtyřech dvoudělových věžích rozmístěných po dvou na přídi a zádi trupu. Sekundární výzbroj tvořilo šestnáct 100mm kanónů, které doplňovalo čtyři až šest 40mm kanónů a čtyři 12,7mm kulomety. Křižníky nebyly vyzbrojeny torpédomety. Byly vybaveny katapultem a trupovým hangárem pro dva hydroplány.
Pohonný systém tvořilo osm kotlů a dvě sady turbín o  výkonu 122 000 hp, pohánějící dva lodní šrouby. Umístěny byly ve čtyřech oddělených kotelnách a dvou strojovnách. Nejvyšší rychlost dosahovala 32 uzlů (v běžném provozu spíše 29 uzlů). Dosah byl 5230 námořních mil při rychlosti 16 uzlů.

### Modifikace

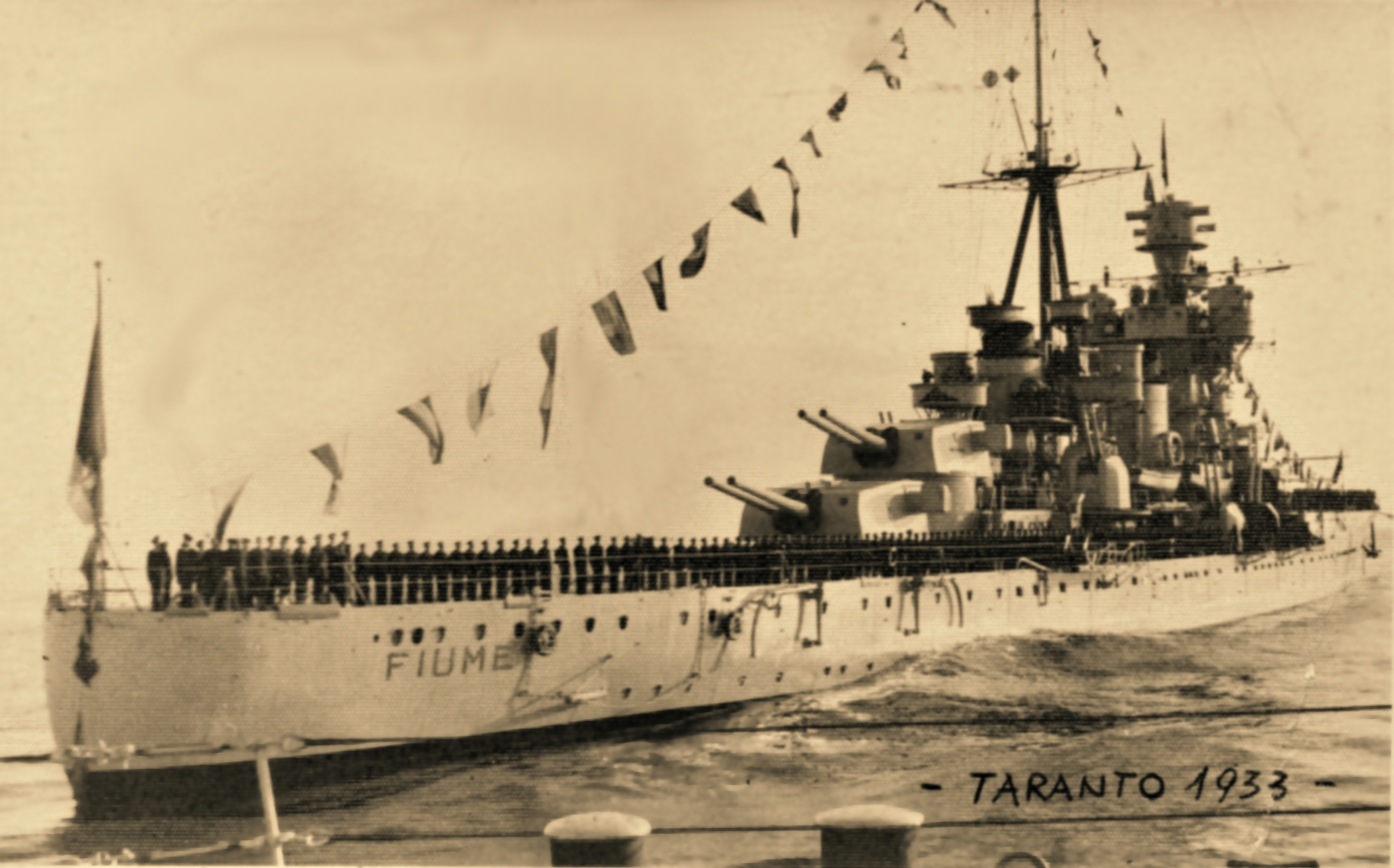
Fiume

Křižník Pola byl stavěn podle upraveného projektu, aby mohl sloužit ve funkci vlajkové lodě. Od svých sesterských lodí vizuálně lišil spojením přední nástavby a komínu do jednoho celku.
V  průběhu 30. let byly odstraněny čtyři 100mm kanóny a všechny zbraně ráží 40 a 12,7 mm. Nahradilo je osm 37mm kanónů a osm nových 13,2mm kulometů. Roku 1940 byly instalovány dva 120mm kanóny pro střelbu osvětlovacími granáty. Další změny výzbroje se týkaly pouze křižníku Gorizia. Roku 1942 byly 120mm kanóny nahrazeny čtyřmi 37mm kanóny a roku 1943 byly všechny kulomety nahrazeny čtrnácti 20mm kanóny.

## Služba

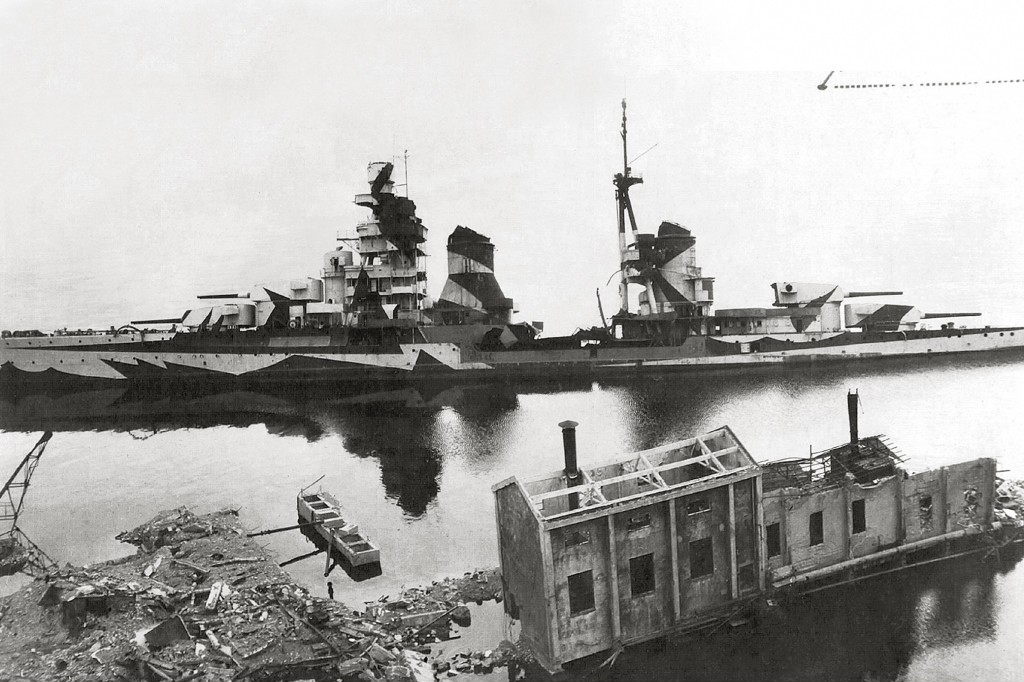
Gorizia v roce 1945

Jednotlivé lodě této třídy byly nasazeny v bitvách u Punta Stilo, u mysu Spatha, v Operaci Hats, v Operaci MB 5, v první, stejně jako i v druhé bitvě u Syrty.
Tragickou pro ně byla zejména bitva u Matapanu. V ní byla Pola zasažena torpédem svrženým letounem Albacore z letadlové lodě HMS Formidable a ztratila chod. Zara s Fiume a několika torpédoborci ji měly eskortovat zpět na základnu načež je v noci překvapila a potopila trojice britských bitevních lodí s doprovodem.
Křižník Gorizia byl 10. dubna 1943 poškozen americkými bombardéry a opravován v La Spezia. Po italské kapitulaci v září 1943 byl ukořistěn Němci. Ti jej ale museli vyzvednout, neboť jej Italové 8. září 1943 záměrně potopily. Dne 26. června 1944 jej potopily italští žabí muži s řiditelnými torpédy Chariot.